# Berthold Jacob

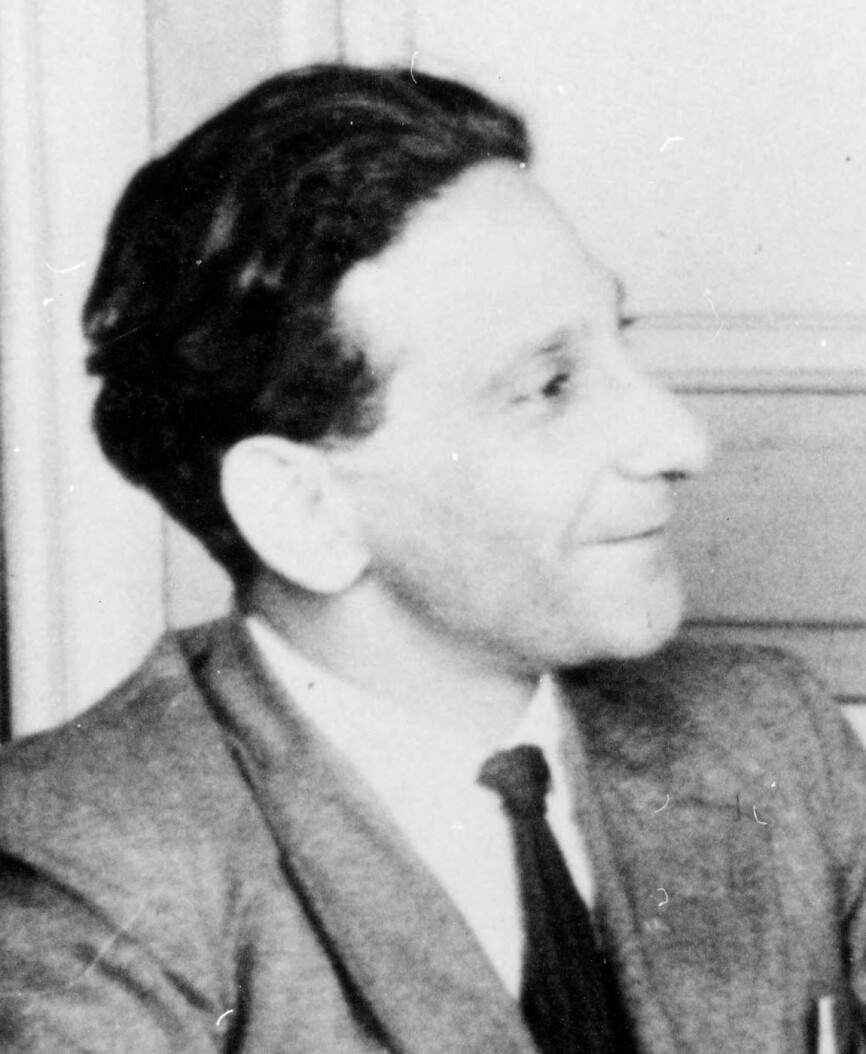
Berthold Jakob

Berthold Jacob Salomon (* 12. Dezember 1898 in Berlin; † 26. Februar 1944 ebenda) war ein deutscher Journalist und Pazifist. Seine Pseudonyme waren Marcel Rollin und Berthold Jay. Als Jude und entschiedener Kritiker der illegalen Aufrüstung in der Weimarer Republik musste er 1933 direkt nach der Machtergreifung der Nationalsozialisten außer Landes fliehen. Er wurde von den Nationalsozialisten zweimal im neutralen Ausland entführt und nach Deutschland verschleppt. Das erste Mal  bestand die Schweiz nach öffentlichen Protesten auf seiner Ausschaffung in die Schweiz, das zweite Mal wurde er heimlich aus Lissabon nach Berlin verschleppt, wo er 1944 an den Folgen einer mehrjährigen Gestapo-Haft starb.
Der Schriftsteller Hans Roger Madol war sein jüngerer Bruder.

## Leben
Jacob, der aus einer bürgerlichen Familie stammte, absolvierte ab 1914 eine kaufmännische Lehre. 1917 meldete er sich freiwillig an die Front; das Kriegserlebnis machte ihn zu einem radikalen Pazifisten. Wie der Journalist und Pazifist Carl von Ossietzky war Jacob nach Ende des Ersten Weltkrieges Mitarbeiter der Berliner Volks-Zeitung, für die er über militärpolitische Themen berichtete. Daneben veröffentlichte er in pazifistischen Publikationen wie Das Andere Deutschland und die Warte für Menschenrechte. Von 1923 bis 1928 schrieb er zahlreiche Artikel für die Wochenzeitschrift Die Weltbühne, darunter auch unter dem Pseudonym Ein alter Soldat.

1926 gründete er die Presseagentur Zeit-Notizen (ZN). Das „Gründungskapital war eine Schreibmaschine, ein handbetriebener Abziehapparat und etwa 20 Mark für Papier und Porto“. Eine ZN-Meldung, die in der Berliner Wochenzeitung Der Montag Morgen erschien, trug entscheidend dazu bei, die Affäre um die Reichswehr-Manöverteilnahme des Kronprinzensohnes Wilhelm zum Skandal zu machen, der den Chef der Heeresleitung, Hans von Seeckt, zum Rücktritt zwang. Bertholds Freund Carl von Ossietzky lobte die ZN 1927 in der Weltbühne als „die amüsanteste und informierteste aller Zeitungs-Korrespondenzen“. Jacobs journalistischer Ehrgeiz lag vor allem darin, die Bestrebungen der deutschen Reichswehr zur heimlichen Aufrüstung und zur Umgehung des Vertrags von Versailles aufzudecken. Wie akribisch er dabei vorging, schilderte der Schriftsteller Walter Kiaulehn rückblickend:

„Er war ein wahrer Sherlock Holmes der Journalistik und arbeitete ständig an Tabellen und Karten, deren Vervollkommnung ihm alle Geheimnisse seiner Feinde entschleierte. Mit dem Zirkel rechnete er die Schlupfwinkel des fememörderischen Verschwörertums aus und markierte mit Fähnchen auf seinen Karten die Standorte der Schwarzen Reichswehr. Die Ranglisten der deutschen Armee waren seine Kopfkissenlektüre, und die Familienanzeigen aus den Garnisonsstädten waren seine schönsten Informationsquellen.“

Eine dieser Recherchen führte dazu, dass Jacob in einem Artikel im Anderen Deutschland das System der sogenannten Zeitfreiwilligen aufdecken konnte. Diese Soldaten wurden kurzfristig zu militärischen Übungen herangezogen und tauchten in keiner Statistik auf. Wegen des Artikels wurden Jacob und der Herausgeber des Anderen Deutschland, Fritz Küster, im März 1928 vom Reichsgericht im „Ponton-Prozess“ wegen Landesverrats zu je neun Monaten Festungshaft verurteilt. Nach Ansicht von Juristen bezog das Reichsgericht mit diesem Urteil juristische Positionen, die später auch zu der Verurteilung Carl von Ossietzkys im „Weltbühne-Prozess“ führten.
Aktiv war er überdies im Friedensbund der Kriegsteilnehmer, in der Deutschen Liga für Menschenrechte und der Deutschen Friedensgesellschaft. Nachdem er 1928 Mitglied der SPD geworden war, schloss er sich 1931 der unter anderen von pazifistischen SPD-Abgeordneten gegründeten Sozialistischen Arbeiterpartei Deutschlands an. Bereits im Juli 1932, nach dem „Preußenschlag“, emigrierte Jacob nach Straßburg in Frankreich und entging damit einer möglichen Verhaftung durch die Nationalsozialisten nach deren Machtübernahme im Januar 1933. Aus dem Exil gab er bis 1939 die Korrespondenz Unabhängiger Zeitungs-Dienst/Service de Presse Indépendant heraus, deren Schwerpunkt die Berichterstattung über die Aufrüstung Deutschlands war. Sie war die nunmehr zweisprachige Version seiner Berliner Korrespondenz Zeit-Notizen.
Sein Name stand neben zahlreichen prominenten Autoren und Politikern auf der ersten Ausbürgerungsliste des Deutschen Reiches vom 25. August 1933. Zusammen mit Kurt Grossmann initiierte Jacob 1934 die Nobelpreiskampagne für Carl von Ossietzky, die im November 1936 schließlich zum Erfolg führte.
Auch vom Ausland aus versuchte er die militärischen Pläne der Nationalsozialisten aufzudecken. In französischen Zeitungen veröffentlichte er 1935 Details über deren Aufrüstungspläne. Den Nationalsozialisten war Jacob ein Dorn im Auge. 1935 ließen sie den ihnen verhassten Jacob mit Hilfe des in der Emigration tätigen Hans Wesemann und mehrerer Agenten der Gestapo in die Schweiz nach Basel in die Nähe der deutschen Grenze locken. Jacob riskierte den heimlichen Grenzübertritt in die Schweiz in der Meinung, er würde einen gefälschten deutschen Pass angeboten bekommen. Aus dem vermeintlich sicheren Basel entführten die deutschen Agenten den durch KO-Tropfen wehrlos gemachten Jacob am 9. März 1935 ins direkt benachbarte deutsche Weil am Rhein. Dabei durchbrach das Fahrzeug mit Schweizer Nummernschildern den Schweizer Zoll in hoher Geschwindigkeit, wohingegen der normalerweise geschlossene deutsche Schlagbaum weit offen stand. Von dort wurde Jacob direkt in ein Gestapo-Gefängnis in Berlin gebracht.
Womit die Gestapo nicht gerechnet hatte: Die Schweiz protestierte sofort heftig und in der Öffentlichkeit gegen die Verletzung ihrer Hoheitsrechte und verlangte eine Wiedergutmachung. Der Schweizer Botschafter Paul Dinichert erkundigte sich innert 14 Tagen nach Berthold Jacobs Verbleiben. Auch war der Lockspitzel – ein deutscher Emigrant in Gestapo-Diensten namens Hans Wesemann – schon kurz nach der Tat in Ascona verhaftet worden. Er offenbarte nach einigen Verhören viele Einzelheiten der Entführung. Da die Schweizer Polizei nahezu alle Details kannte – sie hatte vor allem auch die Beteiligung hoher Gestapo-Offiziere ermittelt –, drohte Deutschland ein beträchtlicher Ansehensverlust. Umgekehrt krebste Giuseppe Motta, Vorsteher des Politischen Departements immer mehr zurück und bestand nicht einmal mehr auf dem bereits vereinbarten internationalen Schiedsgericht gemäß dem Staatsvertrag mit Deutschland von 1921. Um den außenpolitischen Schaden zu begrenzen, übergab die deutsche Regierung am 17. September 1935 Jacob wieder den Schweizer Behörden. Der Hauptgrund der Freilassung aber war, dass Jacob in den Monaten der Haft und unter Folterungen durch die Gestapo das Geheimnis seiner „Allwissenheit“ über die deutsche geheime Aufrüstung und andere militärische Angelegenheiten preisgegeben hatte. Jacob konnte glaubhaft machen, dass er keinerlei „geheime Beziehungen“ und kein „Agentennetz“ hatte. Er hatte durch Auswertung vieler Zeitungen, Provinzblätter, Inserate diese Erkenntnisse legal gewonnen. In der Schweiz führte die Entführung im Juni 1935 zum Aufbau der Bundespolizei.
Die Schweiz war nach dem steten Verringern des eigenen Drucks die Verpflichtung eingegangen, Jacob nicht weiter in der Schweiz zu dulden und wies Jacob nach Frankreich aus, wo er sich in den kommenden Jahren neben seiner journalistischen Arbeit unter anderem am Vorläufigen Ausschuß zur Vorbereitung einer deutschen Volksfront beteiligte. Er hatte bereits soviel Material gesammelt, dass er das Buch Das neue deutsche Heer und seine Führer schreiben konnte, in dem er sehr detailliert die Wehrkreiskommandos, Armeekorps und die Generäle für den kommenden Krieg auflistete. Wesemann wurde im Mai 1936 in Basel zu drei Jahren Gefängnis verurteilt.
Nach Kriegsbeginn 1939 von den Franzosen zunächst im Lager Le Vernet in Südfrankreich interniert, emigrierte Jacob nach der Besetzung Frankreichs durch deutsche Truppen im Juni 1940 zunächst über Marseille nach Spanien, anschließend nach Portugal. Kurz bevor er im Jahre 1941 das rettende Schiff betreten konnte, das ihn in die USA hätte bringen sollen, wurde er von Agenten des NS-Sicherheitsdienstes entführt und ein weiteres Mal nach Deutschland verschleppt. Rettungsversuche waren erschwert worden, weil er als „Doppelagent“ von anderen Flüchtlingen nach seiner Freilassung von der Gestapo verdächtigt wurde. In den folgenden Jahren war er im Gestapo-Gefängnis am Berliner Alexanderplatz inhaftiert, wo sich sein Gesundheitszustand zunehmend verschlechterte. Kurz vor seinem Tod wurde er mit Lungentuberkulose und Fleckfieber in das Jüdische Krankenhaus Berlin eingeliefert, wo er am 26. Februar 1944 starb. Sein Vater, der Antiquar David Salomon, war schon am 18. Februar 1943 im KZ Auschwitz ermordet worden.
Jacob wurde (unter dem Namen Berthold Salomon) auf dem Jüdischen Friedhof Berlin-Weißensee begraben.

## Werke
- Weissbuch über die Schwarze Reichswehr (mit Emil Julius Gumbel). Hrsg. von der Deutschen Liga für Menschenrechte, Verlag der Neuen Gesellschaft, Berlin 1925.
- Deutschlands geheime Rüstungen? Hrsg. im Auftrag der Deutschen Liga für Menschenrechte von Emil Julius Gumbel u. a., Verlag der Neuen Gesellschaft, Berlin 1925.
- Verräter verfallen der Feme: Opfer, Mörder, Richter 1919–1929 (mit Emil Julius Gumbel, Ernst Falck). Malik, Berlin 1929. Rezension von Kurt Tucholsky aus dem Jahr 1930 auf Textlog.de – Historische Texte und Wörterbücher.
- Die Hindenburg-Legende. Verlag La République, Straßburg etwa 1934.
- Wer? Aus dem Arsenal der Reichstagsbrandstifter. Straßburg 1934.
- Memoiren des Stabschefs Röhm. Anonym erschienen, Straßburg 1934.
- Das neue deutsche Heer und seine Führer: Mit einer Rangliste des deutschen Heeres und Dienstaltersliste (nach dem Stande von Mitte August 1936). Éditions du Carrefour, Paris 1936.
- Als Hrsg.: Warum schweigt die Welt? (mit Beiträgen von Carl von Ossietzky, Georg Bernhard, Wolf Franck, Jack Iwo, Alfred Kantorowicz, Rudolf Leonhard, Paul Westheim). Éditions du Phénix, Paris 1936.
- Weltbürger Ossietzky. Ein Abriss seines Werkes (mit einer Biographie Ossietzkys, Vorwort von Wickham Steed). Éditions du Carrefour, Paris 1937.